# Варсонофьевы
Варсонофьевы (Варсанофьевы) — русский дворянский род.
Родоначальник, сын боярский Михаила Васильевича Варсонофьева, служил по Данкову и владел поместьем в Данковском уезде (1662-1677), отказанное за правнуком его Иваном Варсонофьевым (1766). 
Род внесён в VI части дворянской родословной книги Рязанской и Тульской губерний.

## Описание герба
Щит разделён на три части, из коих в 1-й части в голубом поле находится копьё, обращенное остриём вверх к правому углу; во 2-й части в красном поле — золотой венок; в 3-й части в серебряном поле — пальмовая ветвь.
Щит увенчан шлемом и дворянской короной с тремя страусовыми перьями. Намёт на щите голубой и красный, подложен серебром. Герб помещён в 10 части Гербовника, 64.